# Градски стадион (Плевля)
Градският стадион е многофункционален стадион в Плевля, Черна гора.
Построен е през 1946 г. Разполага с капацитет от 10 000 места.
На него домакинските си мачове играе местният футболен отбор „Рудар“, Плевля.